# Dirk van Hogendorp
Dirk van Hogendorp o Diderik van Hogendorp (Heenvliet 3 de octubre de 1761 - Río de Janeiro, 29 de octubre de 1822),  conde de Hogendorp, fue un militar, político y administrador colonial holandés. Mantuvo una postura anticolonialista y por la defensa de los derechos de los pueblos indígenas en el Indias Orientales Neerlandesas, actual Indonesia. Se unió a la causa napoleónica, por lo que, después de la derrota final de Napoleón Bonaparte, se le impidió regresar a Holanda, exiliándose  en una granja de la Nueva Sion, en las afueras de Río de Janeiro, donde murió.